# Chiril Gaburici
Chiril Gaburici, né le 23 novembre 1976 à Logănești (en) dans le raion de Hîncești, est un homme d'État moldave. Proche du Parti libéral-démocrate de Moldavie (PLDM), il est Premier ministre du 18 février au 22 juin 2015.

## Biographie

### Premier ministre
Désigné Premier ministre par le président de la République Nicolae Timofti le 15 février 2015, il forme une coalition entre le Parti libéral-démocrate de Moldavie (PLDM) et le Parti démocrate de Moldavie (PDM), puis est investi avec son gouvernement de dix-sept membres trois jours plus tard.
Bien qu'ayant constitué un gouvernement minoritaire, il remporte le vote de confiance avec l'appui du Parti des communistes de la république de Moldavie (PCRM), une situation que dénonce son prédécesseur Iurie Leancă. Il est en effet perçu comme proche de Vlad Filat, président du PLDM, et Vladimir Voronin, président du PCRM. Lors de son discours d'investiture, il réaffirme la volonté de lutter contre la corruption, poursuivre l'intégration européenne et régler la question de la Transnistrie.
Le 12 juin 2015, après l'ouverture par le bureau du procureur général d'une enquête pour falsification de ses diplômes universitaires, Chiril Gaburici annonce sa démission de son poste de Premier ministre. Le 22 juin, Natalia Gherman, ministre des Affaires étrangères, lui succède comme Premier ministre par intérim.